# Иероглиф года
Иероглиф года (яп. 今年の漢字 Котоси-но кандзи) — это японский иероглиф, который утверждается Ассоциацией проверки иероглифической грамотности (яп. 財団法人日本漢字能力検定協会 Дзайдан хо:дзин нихон кандзи но:рёку кэнтэй кё:кай) по итогам всенародного голосования в Японии, начиная с 1995 года. Иероглиф, набравшее наибольшее количество голосов, воплощает в себе, с точки зрения японцев, главные события уходящего года. О результатах голосования объявляется на специальной церемонии 12 декабря, когда в Японии отмечается «День иероглифов».
Дата 12 декабря выбрана не случайно. Как и в случае со многими событиями, которые хотят приурочить к какой-нибудь дате, используют игру слов гороавасэ (яп. 語呂合わせ), то есть способ передачи слов, ассоциирующихся с событием, через цифры. В данном случае дата «12-12», то есть 12 декабря, при обыгрывании возможных чтений числительных, может прочитываться как «один хороший иероглиф (яп. 良い字一字 ий дзи ити дзи).

## Голосование
В отличие от «Самых популярных слов года», которые в ноябре выбирает комиссия издательства «Дзию Кокуминся», состоящая из семи человек, «иероглиф года» выбирают всеобщим голосованием.
Голосование проводится с начала ноября по начало декабря. Проголосовать можно лично или отправить групповое послание (например, иероглиф, выбранный всей школой, всей фирмой и т. д.).
Свой голос за тот или иной иероглиф можно отдать следующими способами:
- заполнив форму на интернет-сайте;
- отправив почтовую открытку с указанием иероглифа и причины, по которой он был выбран;
- оставив специальный листок в коробках для голосования, расположенных по всей Японии в книжных магазинах, библиотеках и в храме Киёмидзу-дэра в Киото[4].

Затем комиссия подсчитывает количество заявок, и иероглиф, набравший наибольшее число голосов, признаётся иероглифом — символом года.
Торжественная церемония написания знака проводится в храме Киёмидзу-дэра в Киото. Настоятель храма Сэйхан Мори выводит иероглиф при помощи туши и большой кисти на полотне размером 1,5 на 1,3 метра, после чего свеженачертанный знак выставляется на всеобщее обозрение до конца декабря. Цель мероприятия — привлечь интерес как можно большего числа людей к иероглифике и японской культуре в целом.
Объявление проходит обычно во второй половине дня и транслируется по телевидению в прямом эфире. Выбранный иероглиф преподносят в качестве дара божеству храма, прося «очистить» уходящий год от всех печалей и невзгод, и молятся о благополучии года наступающего.

## Символизм
Интересно, что иероглиф может нести в себе как положительные, так и отрицательные коннотации, так как они являются своеобразной «характеристикой» основных событий жизни Японии, получившие широкое отражение в медийной сфере. В силу сложности, оторванности от устного живого языка и ритуального значения, иероглифические знаки всегда были объектом особого почитания, наделялись сакральным смыслом. «Хорошие» иероглифы и сейчас считаются способом привлечения удачи, счастья, долголетия, любви. Вместе с тем, наряду с «хорошими» из года в год в десятку самых популярных иероглифов попадают иероглифы с отрицательной субъективно-оценочной коннотацией, что отражает процессы, происходящие в социуме.
Например, в 2017 году среди основных претендентов на победу были следующие иероглифы: пара иероглифов, составляющих слово «супружеская измена, аморальность, безнравственность» (яп. 不倫 фурин). Связано это со скандальными случаями в жизни звёзд японского шоу-бизнеса и политиков. Затем следовали два иероглифа, составляющих слово «смятение, беспорядок, хаос» (яп. 混乱 конран). Это связано с некоторым «смятением» в политической сфере: роспуском нижней палаты парламента, создание губернатором Токио Юрико Коике Партии надежды и т. п. По этой же причине среди претендентов на победу называли иероглиф яп. 政, входящий в слово «политика» (яп. 政治 сэйдзи). Из-за напряжённой ситуации вокруг Северной Кореи победителями могли стать иероглиф «север» (яп. 北 кита) и иероглиф яп. 戦, входящий в слово «война» (яп. 戦争 сэнсо:). Таким образом, большинство перечисленных иероглифов имели негативный оттенок, что показывает, что уходящий год был для Японии непростым. Но среди кандидатов были и «положительные герои». В их число входил иероглиф яп. 新, входящий в слово «новый» (яп. 新しい атарасий). Одна из главных причин его выбора — долгожданное рождение в токийском зоопарке Уэно малыша панды. Также среди кандидатов был иероглиф яп. 初, входящий в слово «начало, открытие» (яп. 初めて хадзимэ). В сентябре японский спортсмен впервые в мире пробежал стометровку за 9 секунд.
Н. Н. Изотова полагает, что, анализируя результаты конкурсов на иероглиф года, можно «лучше понять мировоззрение японского народа».